# Långegöl (Kråksmåla socken, Småland, 632342-150691)
Långegöl är en sjö i Nybro kommun i Småland och ingår i Alsteråns huvudavrinningsområde.